# Sören Nordin
Ernst Sören Nordin, född 5 september 1917 i Forsa, Gävleborgs län, död 6 september 2008, var en svensk travtränare och travkusk.

## Biografi
Sören Nordin var yngre bror till Gunnar Nordin och Gösta Nordin, samtliga framgångsrika travtränare liksom fadern Ernst Johan Nordin. Även hans båda söner Ulf och Jan har skapat sig en karriär inom travsporten. Sören Nordin blev under 2007 tillsammans med Ulf Thoresen den förste att bli invald i Travsportens Hall of Fame. Han tog sin första seger i Gävle 1934 och den sista i Italien 1999; totalsumman för en 65-årig karriär blev 3 221 segrar.
Han vann 12 svenska mästerskap och 21 Solvalla-championat (åren 1942, 1944–1946, 1954, 1956–1959, 1961, 1963–1964, 1966, 1969–1974 och 1976).
Nordin var den förste svensk som vann Elitloppet 1953 tillsammans med 1950-talets stora svenska stjärntravare, stoet Frances Bulwark.
Sören Nordin var också förste svensk att vinna Prix d'Amérique, ett av de tuffaste lopp som går att vinna. Han vann loppet 1950 med Scotch Fez. 
Under tidigt 1980-tal flyttade Nordin sin verksamhet till USA, där han till en början hade hjälp av sönerna Jan och Ulf. Även i USA vann Nordin ett flertal storlopp, bland annat World Trotting Derby (1984) och Breeders Crown 3YO Colt & Gelding Trot (1984). Han fick även mottaga priset som Årets tränare i Nordamerika 1986, något som han blev förste skandinav att få. I början på 1992 flyttade han och sonen Jan till Italien, där de arbetade som privattränare åt miljonärsfamiljen Biasuzzis hästar.
Nordin var en mästare på att balansera om hästar. Mustard var ett lysande exempel; han travade hem Nordins sista stora seger i Svenskt Travderby och han var totalt överlägsen. Året var 1980.